# Mistrzostwa Europy w Piłce Nożnej 2012 (składy)
Mistrzostwa Europy w Piłce Nożnej 2012 – składy uczestników:

## Grupa A

### Polska
Trener:  Franciszek Smuda (ur. 22 czerwca 1948)
| Nr | Pozycja | Zawodnik                 | Data urodzenia    | Mecze | Bramki | Klub                   |
| -- | ------- | ------------------------ | ----------------- | ----- | ------ | ---------------------- |
| 1  | BR      | Wojciech Szczęsny        | 18 kwietnia 1990  | 10    | 0      | Arsenal F.C.           |
| 2  | OB      | Sebastian Boenisch       | 1 lutego 1987     | 5     | 0      | Werder Brema           |
| 3  | OB      | Grzegorz Wojtkowiak      | 26 stycznia 1984  | 19    | 0      | Lech Poznań            |
| 4  | OB      | Marcin Kamiński          | 15 stycznia 1992  | 3     | 0      | Lech Poznań            |
| 5  | PM      | Dariusz Dudka            | 9 grudnia 1983    | 63    | 2      | AJ Auxerre             |
| 6  | PM      | Adam Matuszczyk          | 14 lutego 1989    | 19    | 1      | Fortuna Düsseldorf     |
| 7  | PM      | Eugen Polanski           | 17 marca 1986     | 8     | 0      | 1. FSV Mainz 05        |
| 8  | PM      | Maciej Rybus             | 19 sierpnia 1989  | 21    | 1      | Terek Grozny           |
| 9  | NP      | Robert Lewandowski       | 21 sierpnia 1988  | 42    | 14     | Borussia Dortmund      |
| 10 | PM      | Ludovic Obraniak         | 10 listopada 1984 | 23    | 5      | Girondins Bordeaux     |
| 11 | PM      | Rafał Murawski           | 9 września 1981   | 43    | 1      | Lech Poznań            |
| 12 | BR      | Grzegorz Sandomierski    | 5 września 1989   | 3     | 0      | Jagiellonia Białystok  |
| 13 | OB      | Marcin Wasilewski        | 9 czerwca 1980    | 48    | 2      | RSC Anderlecht         |
| 14 | OB      | Jakub Wawrzyniak         | 7 lipca 1983      | 26    | 0      | Legia Warszawa         |
| 15 | OB      | Damien Perquis           | 4 września 1984   | 7     | 1      | FC Sochaux-Montbéliard |
| 16 | PM      | Jakub Błaszczykowski (k) | 14 grudnia 1985   | 51    | 9      | Borussia Dortmund      |
| 17 | NP      | Artur Sobiech            | 12 czerwca 1990   | 5     | 1      | Hannover 96            |
| 18 | PM      | Adrian Mierzejewski      | 4 listopada 1986  | 23    | 1      | Trabzonspor Kulübü     |
| 19 | PM      | Rafał Wolski             | 10 listopada 1992 | 3     | 0      | Legia Warszawa         |
| 20 | OB      | Łukasz Piszczek          | 3 czerwca 1985    | 24    | 0      | Borussia Dortmund      |
| 21 | PM      | Kamil Grosicki           | 8 czerwca 1988    | 13    | 0      | Sivasspor Kulübü       |
| 22 | BR      | Przemysław Tytoń         | 4 stycznia 1987   | 5     | 0      | PSV Eindhoven          |
| 23 | NP      | Paweł Brożek             | 21 kwietnia 1983  | 34    | 8      | Celtic Glasgow         |

### Grecja
Trener:  Fernando Santos (ur. 10 października 1954)
| Nr | Pozycja | Zawodnik                | Data urodzenia       | Mecze | Bramki | Klub                     |
| -- | ------- | ----------------------- | -------------------- | ----- | ------ | ------------------------ |
| 1  | BR      | Konstandinos Chalkias   | 30 maja 1974         | 30    | 0      | PAOK FC                  |
| 2  | OB      | Janis Maniatis          | 12 października 1986 | 8     | 0      | Olympiakos SFP           |
| 3  | OB      | Jorgos Dzawelas         | 26 listopada 1987    | 5     | 0      | AS Monaco                |
| 4  | OB      | Stelios Malezas         | 11 marca 1985        | 2     | 0      | PAOK FC                  |
| 5  | OB      | Kiriakos Papadopulos    | 23 lutego 1992       | 7     | 2      | Schalke 04 Gelsenkirchen |
| 6  | PM      | Grigoris Makos          | 18 stycznia 1987     | 10    |        | AEK Ateny                |
| 7  | NP      | Jorgos Samaras          | 12 lutego 1985       | 53    | 7      | Celtic Glasgow           |
| 8  | OB      | Awraam Papadopulos      | 3 grudnia 1984       | 32    | 0      | Olympiakos SFP           |
| 9  | PM      | Nikolaos Limberopulos   | 4 sierpnia 1975      | 75    | 13     | AEK Ateny                |
| 10 | PM      | Jorgos Karangunis (k)   | 6 marca 1977         | 116   | 8      | Panathinaikos AO         |
| 11 | NP      | Konstandinos Mitroglu   | 12 marca 1988        | 12    | 0      | Atromitos Ateny          |
| 12 | BR      | Aleksandros Dzorwas     | 12 sierpnia 1982     | 16    | 0      | US Palermo               |
| 13 | BR      | Michalis Sifakis        | 9 września 1984      | 11    | 0      | Aris FC                  |
| 14 | OB      | Dimitris Salpingidis    | 10 sierpnia 1981     | 55    | 7      | PAOK FC                  |
| 15 | OB      | Wasilis Torosidis       | 10 czerwca 1985      | 44    | 6      | Olympiakos SFP           |
| 16 | PM      | Jorgos Fotakis          | 29 października 1981 | 9     | 3      | PAOK FC                  |
| 17 | NP      | Teofanis Gekas          | 23 maja 1980         | 57    | 21     | Samsunspor               |
| 18 | PM      | Sotiris Ninis           | 3 kwietnia 1990      | 19    | 2      | Panathinaikos AO         |
| 19 | OB      | Sokratis Papastatopulos | 9 czerwca 1988       | 27    | 0      | Werder Brema             |
| 20 | PM      | José Holebas            | 27 czerwca 1984      | 3     | 0      | Olympiakos SFP           |
| 21 | PM      | Kostas Katsuranis       | 26 czerwca 1979      | 90    | 9      | Panathinaikos AO         |
| 22 | PM      | Kostas Fortunis         | 16 października 1992 | 2     | 0      | 1. FC Kaiserslautern     |
| 23 | PM      | Janis Fetfadzidis       | 21 grudnia 1990      | 12    | 3      | Olympiakos SFP           |

### Rosja
Trener:  Dick Advocaat (ur. 27 września 1947)
| Nr | Pozycja | Zawodnik              | Data urodzenia      | Mecze | Bramki | Klub             |
| -- | ------- | --------------------- | ------------------- | ----- | ------ | ---------------- |
| 1  | BR      | Igor Akinfiejew       | 8 kwietnia 1986     | 50    | 0      | CSKA Moskwa      |
| 2  | OB      | Aleksandr Aniukow     | 28 września 1982    | 64    | 1      | Zenit Petersburg |
| 3  | OB      | Roman Szaronow        | 8 września 1976     | 8     | 0      | Rubin Kazań      |
| 4  | OB      | Siergiej Ignaszewicz  | 14 lipca 1979       | 73    | 5      | CSKA Moskwa      |
| 5  | OB      | Jurij Żyrkow          | 20 sierpnia 1983    | 50    | 0      | Anży Machaczkała |
| 6  | PM      | Roman Szyrokow        | 6 lipca 1981        | 20    | 4      | Zenit Petersburg |
| 7  | PM      | Igor Dienisow         | 17 maja 1984        | 24    | 0      | Zenit Petersburg |
| 8  | PM      | Konstantin Zyrianow   | 5 października 1977 | 48    | 7      | Zenit Petersburg |
| 9  | PM      | Marat Izmajłow        | 21 września 1982    | 32    | 2      | Sporting CP      |
| 10 | NP      | Andriej Arszawin (k)  | 29 maja 1981        | 69    | 17     | Zenit Petersburg |
| 11 | NP      | Aleksandr Kierżakow   | 27 listopada 1982   | 59    | 18     | Zenit Petersburg |
| 12 | OB      | Aleksiej Bieriezucki  | 20 czerwca 1982     | 46    | 0      | CSKA Moskwa      |
| 13 | BR      | Anton Szunin          | 27 stycznia 1987    | 2     | 0      | Dinamo Moskwa    |
| 14 | NP      | Roman Pawluczenko     | 15 grudnia 1981     | 45    | 20     | Lokomotiw Moskwa |
| 15 | PM      | Dmitrij Kombarow      | 22 stycznia 1987    | 2     | 0      | Spartak Moskwa   |
| 16 | BR      | Wiaczesław Małafiejew | 4 marca 1979        | 24    | 0      | Zenit Petersburg |
| 17 | PM      | Ałan Dzagojew         | 17 czerwca 1990     | 18    | 4      | CSKA Moskwa      |
| 18 | NP      | Aleksandr Kokorin     | 19 marca 1991       | 3     | 0      | Dinamo Moskwa    |
| 19 | OB      | Władimir Granat       | 22 maja 1987        | 0     | 0      | Dinamo Moskwa    |
| 20 | NP      | Pawieł Pogriebniak    | 8 listopada 1983    | 32    | 8      | Fulham F.C.      |
| 21 | OB      | Kiriłł Nababkin       | 8 września 1986     | 0     | 0      | CSKA Moskwa      |
| 22 | PM      | Dienis Głuszakow      | 27 stycznia 1987    | 9     | 1      | Lokomotiw Moskwa |
| 23 | PM      | Igor Siemszow         | 6 kwietnia 1978     | 56    | 3      | Dinamo Moskwa    |

### Czechy
Trener:  Michal Bílek (ur. 13 kwietnia 1965)
| Nr | Pozycja | Zawodnik               | Data urodzenia       | Mecze | Bramki | Klub                   |
| -- | ------- | ---------------------- | -------------------- | ----- | ------ | ---------------------- |
| 1  | BR      | Petr Čech              | 20 maja 1982         | 89    | 0      | Chelsea F.C.           |
| 2  | OB      | Theodor Gebre Selassie | 24 grudnia 1986      | 8     | 0      | Slovan Liberec         |
| 3  | OB      | Michal Kadlec          | 13 grudnia 1984      | 33    | 7      | Bayer 04 Leverkusen    |
| 4  | OB      | Marek Suchý            | 29 marca 1988        | 3     | 0      | Spartak Moskwa         |
| 5  | OB      | Roman Hubník           | 6 czerwca 1984       | 20    | 2      | Hertha BSC             |
| 6  | OB      | Tomáš Sivok            | 15 września 1983     | 24    | 3      | Beşiktaş JK            |
| 7  | NP      | Tomáš Necid            | 13 sierpnia 1989     | 26    | 7      | CSKA Moskwa            |
| 8  | OB      | David Limberský        | 6 października 1983  | 7     | 0      | Viktoria Pilzno        |
| 9  | NP      | Jan Rezek              | 5 maja 1982          | 12    | 3      | Anorthosis Famagusta   |
| 10 | PM      | Tomáš Rosický (k)      | 4 października 1980  | 86    | 20     | Arsenal F.C.           |
| 11 | PM      | Milan Petržela         | 19 czerwca 1983      | 9     | 0      | Viktoria Pilzno        |
| 12 | PM      | František Rajtoral     | 12 marca 1986        | 1     | 0      | Viktoria Pilzno        |
| 13 | PM      | Jaroslav Plašil        | 5 stycznia 1982      | 70    | 6      | Girondins Bordeaux     |
| 14 | PM      | Václav Pilař           | 13 października 1988 | 7     | 1      | VfL Wolfsburg          |
| 15 | NP      | Milan Baroš            | 28 października 1981 | 88    | 41     | Galatasaray SK         |
| 16 | BR      | Jan Laštůvka           | 7 lipca 1982         | 1     | 0      | Dnipro Dniepropetrowsk |
| 17 | PM      | Tomáš Hübschman        | 4 września 1981      | 41    | 0      | Szachtar Donieck       |
| 18 | PM      | Daniel Kolář           | 27 października 1985 | 9     | 1      | Viktoria Pilzno        |
| 19 | PM      | Petr Jiráček           | 2 marca 1986         | 6     | 1      | VfL Wolfsburg          |
| 20 | NP      | Tomáš Pekhart          | 26 maja 1989         | 9     | 0      | 1. FC Nürnberg         |
| 21 | NP      | David Lafata           | 18 września 1981     | 17    | 3      | FK Jablonec 97         |
| 22 | PM      | Vladimír Darida        | 8 sierpnia 1990      | 0     | 0      | Baník Sokolov          |
| 23 | BR      | Jaroslav Drobný        | 18 października 1979 | 5     | 0      | Hamburger SV           |

## Grupa B

### Holandia
Trener:  Bert van Marwijk (ur. 19 maja 1952)
| Nr | Pozycja | Zawodnik             | Data urodzenia       | Mecze | Bramki | Klub                   |
| -- | ------- | -------------------- | -------------------- | ----- | ------ | ---------------------- |
| 1  | BR      | Maarten Stekelenburg | 22 września 1982     | 45    | 0      | AS Roma                |
| 2  | OB      | Gregory van der Wiel | 3 lutego 1988        | 29    | 0      | AFC Ajax               |
| 3  | OB      | John Heitinga        | 15 listopada 1983    | 75    | 7      | Everton F.C.           |
| 4  | OB      | Joris Mathijsen      | 5 kwietnia 1980      | 79    | 3      | Málaga CF              |
| 5  | OB      | Wilfred Bouma        | 15 czerwca 1978      | 35    | 2      | PSV Eindhoven          |
| 6  | PM      | Mark van Bommel (k)  | 22 kwietnia 1977     | 74    | 10     | PSV Eindhoven          |
| 7  | NP      | Dirk Kuijt           | 22 lipca 1980        | 85    | 24     | Liverpool F.C.         |
| 8  | PM      | Nigel de Jong        | 30 listopada 1984    | 57    | 1      | Manchester City F.C.   |
| 9  | NP      | Klaas-Jan Huntelaar  | 12 sierpnia 1983     | 50    | 31     | FC Schalke 04          |
| 10 | PM      | Wesley Sneijder      | 9 czerwca 1984       | 81    | 23     | Inter Mediolan         |
| 11 | PM      | Arjen Robben         | 23 stycznia 1984     | 54    | 17     | Bayern Monachium       |
| 12 | BR      | Michel Vorm          | 20 października 1983 | 9     | 0      | Swansea City           |
| 13 | OB      | Ron Vlaar            | 16 lutego 1985       | 5     | 0      | Feyenoord              |
| 14 | PM      | Stijn Schaars        | 11 stycznia 1984     | 16    | 0      | Sporting CP            |
| 15 | OB      | Jetro Willems        | 30 marca 1994        | 0     | 0      | PSV Eindhoven          |
| 16 | NP      | Robin van Persie     | 6 sierpnia 1983      | 62    | 25     | Arsenal F.C.           |
| 17 | PM      | Kevin Strootman      | 13 lutego 1990       | 10    | 1      | PSV Eindhoven          |
| 18 | NP      | Luuk de Jong         | 27 sierpnia 1990     | 7     | 1      | FC Twente              |
| 19 | NP      | Luciano Narsingh     | 13 września 1990     | 0     | 0      | Sc Heerenveen          |
| 20 | NP      | Ibrahim Afellay      | 2 kwietnia 1986      | 36    | 3      | FC Barcelona           |
| 21 | OB      | Khalid Boulahrouz    | 28 grudnia 1981      | 35    | 0      | VfB Stuttgart          |
| 22 | BR      | Tim Krul             | 3 kwietnia 1988      | 2     | 0      | Newcastle United       |
| 23 | PM      | Rafael van der Vaart | 11 lutego 1983       | 93    | 15     | Tottenham Hotspur F.C. |

### Dania
Trener:  Morten Olsen (ur. 14 sierpnia 1949)
| Nr | Pozycja | Zawodnik            | Data urodzenia       | Mecze | Bramki | Klub                   |
| -- | ------- | ------------------- | -------------------- | ----- | ------ | ---------------------- |
| 1  | BR      | Stephan Andersen    | 26 listopada 1981    | 9     | 0      | Evian                  |
| 2  | PM      | Christian Poulsen   | 28 lutego 1980       | 90    | 6      | Evian                  |
| 3  | OB      | Simon Kjær          | 26 marca 1989        | 22    | 0      | AS Roma                |
| 4  | OB      | Daniel Agger (k)    | 12 grudnia 1984      | 44    | 5      | Liverpool F.C.         |
| 5  | OB      | Simon Poulsen       | 7 października 1984  | 16    | 0      | AZ Alkmaar             |
| 6  | OB      | Lars Jacobsen       | 20 września 1979     | 49    | 1      | FC København           |
| 7  | PM      | William Kvist       | 24 lutego 1985       | 27    | 0      | VfB Stuttgart          |
| 8  | PM      | Christian Eriksen   | 14 lutego 1992       | 21    | 2      | AFC Ajax               |
| 9  | PM      | Michael Krohn-Dehli | 6 czerwca 1983       | 19    | 4      | Brøndby IF             |
| 10 | NP      | Dennis Rommedahl    | 22 lipca 1978        | 115   | 21     | Brøndby IF             |
| 11 | NP      | Nicklas Bendtner    | 16 stycznia 1988     | 47    | 18     | Sunderland F.C.        |
| 12 | OB      | Andreas Bjelland    | 11 lipca 1988        | 5     | 0      | FC Nordsjælland        |
| 13 | OB      | Jores Okore         | 11 sierpnia 1992     | 2     | 0      | FC Nordsjælland        |
| 14 | PM      | Lasse Schøne        | 27 maja 1986         | 9     | 2      | NEC Nijmegen           |
| 15 | PM      | Michael Silberbauer | 7 lipca 1981         | 24    | 1      | BSC Young Boys         |
| 16 | BR      | Anders Lindegaard   | 13 kwietnia 1984     | 5     | 0      | Manchester United F.C. |
| 17 | NP      | Nicklas Pedersen    | 10 października 1987 | 7     | 0      | FC Groningen           |
| 18 | OB      | Daniel Wass         | 31 maja 1989         | 4     | 0      | Evian                  |
| 19 | PM      | Jakob Poulsen       | 7 lipca 1983         | 20    | 1      | FC Midtjylland         |
| 20 | PM      | Thomas Kahlenberg   | 20 marca 1983        | 37    | 4      | Evian                  |
| 21 | PM      | Niki Zimling        | 19 kwietnia 1985     | 11    | 0      | Club Brugge            |
| 22 | BR      | Kasper Schmeichel   | 5 listopada 1986     | 0     | 0      | Leicester City F.C.    |
| 23 | NP      | Tobias Mikkelsen    | 18 września 1986     | 3     | 0      | FC Nordsjælland        |

### Niemcy
Trener:  Joachim Löw (ur. 3 lutego 1960)
| Nr | Pozycja | Zawodnik               | Data urodzenia       | Mecze | Bramki | Klub                     |
| -- | ------- | ---------------------- | -------------------- | ----- | ------ | ------------------------ |
| 1  | BR      | Manuel Neuer           | 27 marca 1986        | 25    | 0      | Bayern Monachium         |
| 2  | PM      | İlkay Gündoğan         | 24 października 1990 | 2     | 0      | Borussia Dortmund        |
| 3  | OB      | Marcel Schmelzer       | 22 stycznia 1988     | 6     | 0      | Borussia Dortmund        |
| 4  | OB      | Benedikt Höwedes       | 22 lutego 1988       | 8     | 0      | Schalke 04 Gelsenkirchen |
| 5  | OB      | Mats Hummels           | 16 grudnia 1988      | 14    | 1      | Borussia Dortmund        |
| 6  | PM      | Sami Khedira           | 4 kwietnia 1987      | 26    | 1      | Real Madryt              |
| 7  | PM      | Bastian Schweinsteiger | 1 sierpnia 1984      | 90    | 23     | Bayern Monachium         |
| 8  | PM      | Mesut Özil             | 15 października 1988 | 32    | 8      | Real Madryt              |
| 9  | NP      | André Schürrle         | 6 listopada 1990     | 13    | 6      | Bayer 04 Leverkusen      |
| 10 | NP      | Lukas Podolski         | 4 czerwca 1985       | 96    | 43     | Arsenal F.C.             |
| 11 | NP      | Miroslav Klose         | 9 czerwca 1978       | 115   | 63     | S.S. Lazio               |
| 12 | BR      | Tim Wiese              | 17 grudnia 1981      | 6     | 0      | Werder Brema             |
| 13 | NP      | Thomas Müller          | 13 września 1989     | 26    | 10     | Bayern Monachium         |
| 14 | OB      | Holger Badstuber       | 13 marca 1989        | 19    | 1      | Bayern Monachium         |
| 15 | PM      | Lars Bender            | 27 kwietnia 1989     | 5     | 0      | Bayer 04 Leverkusen      |
| 16 | OB      | Philipp Lahm (k)       | 11 listopada 1983    | 85    | 4      | Bayern Monachium         |
| 17 | OB      | Per Mertesacker        | 29 września 1984     | 80    | 1      | Arsenal F.C.             |
| 18 | PM      | Toni Kroos             | 4 stycznia 1990      | 25    | 2      | Bayern Monachium         |
| 19 | PM      | Mario Götze            | 3 czerwca 1992       | 13    | 2      | Borussia Dortmund        |
| 20 | OB      | Jérôme Boateng         | 2 września 1988      | 20    | 0      | Bayern Monachium         |
| 21 | PM      | Marco Reus             | 31 maja 1989         | 5     | 1      | Borussia Mönchengladbach |
| 22 | BR      | Ron-Robert Zieler      | 12 lutego 1989       | 1     | 0      | Hannover 96              |
| 23 | NP      | Mario Gómez            | 10 lipca 1985        | 51    | 21     | Bayern Monachium         |

### Portugalia
Trener:  Paulo Bento (ur. 20 czerwca 1969)
| Nr | Pozycja | Zawodnik              | Data urodzenia    | Mecze | Bramki | Klub                   |
| -- | ------- | --------------------- | ----------------- | ----- | ------ | ---------------------- |
| 1  | BR      | Eduardo               | 19 września 1982  | 27    | 0      | SL Benfica             |
| 2  | OB      | Bruno Alves           | 27 listopada 1981 | 48    | 5      | Zenit Petersburg       |
| 3  | OB      | Pepe                  | 26 lutego 1983    | 38    | 2      | Real Madryt            |
| 4  | PM      | Miguel Veloso         | 11 maja 1986      | 22    | 2      | Genoa CFC              |
| 5  | OB      | Fábio Coentrão        | 11 marca 1988     | 21    | 1      | Real Madryt            |
| 6  | PM      | Custódio              | 25 maja 1983      | 0     | 0      | SC Braga               |
| 7  | NP      | Cristiano Ronaldo (k) | 5 lutego 1985     | 89    | 32     | Real Madryt            |
| 8  | PM      | João Moutinho         | 8 września 1986   | 40    | 2      | FC Porto               |
| 9  | NP      | Hugo Almeida          | 23 maja 1984      | 40    | 15     | Beşiktaş JK            |
| 10 | PM      | Ricardo Quaresma      | 26 września 1983  | 33    | 3      | Beşiktaş JK            |
| 11 | NP      | Nélson Oliveira       | 8 sierpnia 1991   | 2     | 0      | FC Paços de Ferreira   |
| 12 | BR      | Rui Patrício          | 15 lutego 1988    | 10    | 0      | Sporting CP            |
| 13 | OB      | Ricardo Costa         | 16 maja 1981      | 10    | 0      | Valencia CF            |
| 14 | OB      | Rolando               | 31 sierpnia 1985  | 13    | 0      | FC Porto               |
| 15 | PM      | Rúben Micael          | 19 sierpnia 1986  | 7     | 2      | Real Saragossa         |
| 16 | PM      | Raul Meireles         | 17 marca 1983     | 55    | 8      | Chelsea F.C.           |
| 17 | PM      | Nani                  | 17 listopada 1986 | 52    | 12     | Manchester United F.C. |
| 18 | NP      | Silvestre Varela      | 2 lutego 1985     | 5     | 1      | FC Porto               |
| 19 | OB      | Miguel Lopes          | 19 grudnia 1986   | 0     | 0      | SC Braga               |
| 20 | PM      | Hugo Viana            | 15 stycznia 1983  | 27    | 1      | SC Braga               |
| 21 | PM      | João Pereira          | 25 lutego 1984    | 13    | 0      | Valencia CF            |
| 22 | BR      | Beto                  | 1 maja 1982       | 1     | 0      | CFR 1907 Kluż          |
| 23 | NP      | Hélder Postiga        | 2 sierpnia 1982   | 47    | 19     | Real Saragossa         |

## Grupa C

### Hiszpania
Trener:  Vicente del Bosque (ur. 23 grudnia 1950)
| Nr | Pozycja | Zawodnik          | Data urodzenia    | Mecze | Bramki | Klub                 |
| -- | ------- | ----------------- | ----------------- | ----- | ------ | -------------------- |
| 1  | BR      | Iker Casillas (k) | 20 maja 1981      | 129   | 0      | Real Madryt          |
| 2  | OB      | Raúl Albiol       | 4 września 1985   | 32    | 0      | Real Madryt          |
| 3  | OB      | Gerard Piqué      | 2 lutego 1987     | 38    | 4      | FC Barcelona         |
| 4  | PM      | Javi Martínez     | 2 września 1988   | 7     | 0      | Athletic Bilbao      |
| 5  | PM      | Juanfran          | 9 stycznia 1985   | 1     | 0      | Atlético Madryt      |
| 6  | PM      | Andrés Iniesta    | 11 maja 1984      | 64    | 11     | FC Barcelona         |
| 7  | NP      | Pedro             | 28 lipca 1987     | 16    | 2      | FC Barcelona         |
| 8  | PM      | Xavi              | 25 stycznia 1980  | 108   | 10     | FC Barcelona         |
| 9  | NP      | Fernando Torres   | 20 marca 1984     | 92    | 28     | Chelsea F.C.         |
| 10 | PM      | Cesc Fàbregas     | 4 maja 1987       | 63    | 8      | FC Barcelona         |
| 11 | PM      | Álvaro Negredo    | 20 sierpnia 1985  | 8     | 5      | Sevilla FC           |
| 12 | BR      | Víctor Valdés     | 14 stycznia 1982  | 7     | 0      | FC Barcelona         |
| 13 | PM      | Juan Mata         | 28 kwietnia 1988  | 16    | 5      | Chelsea F.C.         |
| 14 | PM      | Xabi Alonso       | 25 listopada 1981 | 94    | 12     | Real Madryt          |
| 15 | OB      | Sergio Ramos      | 30 marca 1986     | 84    | 6      | Real Madryt          |
| 16 | PM      | Sergio Busquets   | 16 lipca 1988     | 38    | 0      | FC Barcelona         |
| 17 | OB      | Álvaro Arbeloa    | 17 stycznia 1983  | 33    | 0      | Real Madryt          |
| 18 | OB      | Jordi Alba        | 21 marca 1989     | 4     | 0      | Valencia CF          |
| 19 | NP      | Fernando Llorente | 26 lutego 1986    | 20    | 7      | Athletic Bilbao      |
| 20 | PM      | Santi Cazorla     | 13 grudnia 1984   | 42    | 6      | Málaga CF            |
| 21 | PM      | David Silva       | 8 stycznia 1986   | 55    | 15     | Manchester City F.C. |
| 22 | PM      | Jesús Navas       | 21 listopada 1985 | 15    | 1      | Sevilla FC           |
| 23 | BR      | José Reina        | 31 sierpnia 1982  | 24    | 0      | Liverpool F.C.       |

### Włochy
Trener:  Cesare Prandelli (ur. 19 sierpnia 1957)
| Nr | Pozycja | Zawodnik             | Data urodzenia       | Mecze | Bramki | Klub                     |
| -- | ------- | -------------------- | -------------------- | ----- | ------ | ------------------------ |
| 1  | BR      | Gianluigi Buffon (k) | 28 stycznia 1978     | 113   | 0      | Juventus F.C.            |
| 2  | OB      | Christian Maggio     | 11 lutego 1982       | 15    | 0      | SSC Napoli               |
| 3  | OB      | Giorgio Chiellini    | 14 sierpnia 1984     | 50    | 2      | Juventus F.C.            |
| 4  | OB      | Angelo Ogbonna       | 23 maja 1988         | 2     | 0      | Torino FC                |
| 5  | PM      | Thiago Motta         | 28 sierpnia 1982     | 7     | 1      | Paris Saint-Germain F.C. |
| 6  | OB      | Federico Balzaretti  | 6 grudnia 1981       | 7     | 0      | US Città di Palermo      |
| 7  | PM      | Ignazio Abate        | 12 listopada 1986    | 2     | 0      | A.C. Milan               |
| 8  | PM      | Claudio Marchisio    | 19 stycznia 1986     | 19    | 1      | Juventus F.C.            |
| 9  | NP      | Mario Balotelli      | 12 sierpnia 1990     | 7     | 1      | Manchester City F.C.     |
| 10 | NP      | Antonio Cassano      | 12 lipca 1982        | 28    | 9      | A.C. Milan               |
| 11 | NP      | Antonio Di Natale    | 13 października 1977 | 36    | 10     | Udinese Calcio           |
| 12 | BR      | Salvatore Sirigu     | 12 stycznia 1987     | 2     | 0      | Paris Saint-Germain F.C. |
| 13 | OB      | Emanuele Giaccherini | 5 maja 1985          | 0     | 0      | Juventus F.C.            |
| 14 | BR      | Morgan De Sanctis    | 26 marca 1977        | 3     | 0      | SSC Napoli               |
| 15 | OB      | Andrea Barzagli      | 8 maja 1981          | 28    | 0      | Juventus F.C.            |
| 16 | PM      | Daniele De Rossi     | 24 lipca 1983        | 71    | 10     | AS Roma                  |
| 17 | NP      | Fabio Borini         | 29 marca 1991        | 1     | 0      | AS Roma                  |
| 18 | PM      | Riccardo Montolivo   | 18 stycznia 1985     | 32    | 1      | ACF Fiorentina           |
| 19 | OB      | Leonardo Bonucci     | 1 maja 1987          | 13    | 2      | Juventus F.C.            |
| 20 | PM      | Sebastian Giovinco   | 26 stycznia 1986     | 7     | 0      | Parma F.C.               |
| 21 | PM      | Andrea Pirlo         | 19 maja 1979         | 82    | 9      | Juventus F.C.            |
| 22 | NP      | Alessandro Diamanti  | 2 maja 1983          | 1     | 0      | Bologna FC               |
| 23 | PM      | Antonio Nocerino     | 9 kwietnia 1985      | 10    | 0      | A.C. Milan               |

### Irlandia
Trener:  Giovanni Trapattoni (ur. 17 marca 1939)
Uwagi: Jedyna reprezentacja uczestnicząca na Mistrzostwach Europy w Piłce Nożnej 2012, w której na ten turniej nie powołano zawodnika grającego w lidze krajowej.
| Nr | Pozycja | Zawodnik         | Data urodzenia       | Mecze | Bramki | Klub                         |
| -- | ------- | ---------------- | -------------------- | ----- | ------ | ---------------------------- |
| 1  | BR      | Shay Given       | 20 kwietnia 1976     | 121   | 0      | Aston Villa F.C.             |
| 2  | OB      | Sean St Ledger   | 28 grudnia 1984      | 26    | 2      | Leicester City F.C.          |
| 3  | PM      | Stephen Ward     | 20 sierpnia 1985     | 11    | 2      | Wolverhampton Wanderers F.C. |
| 4  | OB      | John O’Shea      | 30 kwietnia 1981     | 75    | 1      | Sunderland A.F.C.            |
| 5  | OB      | Richard Dunne    | 21 września 1979     | 72    | 8      | Aston Villa F.C.             |
| 6  | PM      | Glenn Whelan     | 13 stycznia 1984     | 38    | 2      | Stoke City F.C.              |
| 7  | PM      | Aiden McGeady    | 4 kwietnia 1986      | 48    | 2      | Spartak Moskwa               |
| 8  | PM      | Keith Andrews    | 13 września 1980     | 28    | 3      | West Bromwich Albion FC      |
| 9  | NP      | Kevin Doyle      | 18 września 1983     | 47    | 10     | Wolverhampton Wanderers F.C. |
| 10 | NP      | Robbie Keane (k) | 8 lipca 1980         | 111   | 53     | Los Angeles Galaxy           |
| 11 | PM      | Damien Duff      | 2 marca 1979         | 96    | 8      | Fulham F.C.                  |
| 12 | OB      | Stephen Kelly    | 6 września 1983      | 30    | 0      | Fulham F.C.                  |
| 13 | OB      | Paul McShane     | 6 stycznia 1986      | 26    | 0      | Crystal Palace F.C.          |
| 14 | NP      | Jonathan Walters | 20 września 1983     | 6     | 1      | Stoke City F.C.              |
| 15 | PM      | Darron Gibson    | 25 października 1987 | 18    | 1      | Everton F.C.                 |
| 16 | BR      | Keiren Westwood  | 23 października 1984 | 9     | 0      | Sunderland A.F.C.            |
| 17 | PM      | Stephen Hunt     | 1 sierpnia 1981      | 38    | 1      | Wolverhampton Wanderers F.C. |
| 18 | OB      | Darren O’Dea     | 4 lutego 1987        | 14    | 0      | Leeds United F.C.            |
| 19 | NP      | Shane Long       | 22 stycznia 1987     | 25    | 7      | West Bromwich Albion F.C.    |
| 20 | NP      | Simon Cox        | 28 kwietnia 1987     | 11    | 3      | West Bromwich Albion F.C.    |
| 21 | PM      | Paul Green       | 10 kwietnia 1983     | 10    | 1      | Derby County F.C.            |
| 22 | PM      | James McClean    | 22 kwietnia 1989     | 2     | 0      | Sunderland A.F.C.            |
| 23 | BR      | David Forde      | 20 grudnia 1979      | 2     | 0      | Millwall F.C.                |

### Chorwacja
Trener:  Slaven Bilić (ur. 11 września 1968)
| Nr | Pozycja | Zawodnik            | Data urodzenia       | Mecze | Bramki | Klub                   |
| -- | ------- | ------------------- | -------------------- | ----- | ------ | ---------------------- |
| 1  | BR      | Stipe Pletikosa     | 8 stycznia 1979      | 90    | 0      | FK Rostów              |
| 2  | OB      | Ivan Strinić        | 17 lipca 1987        | 16    | 0      | Dnipro Dniepropetrowsk |
| 3  | OB      | Josip Šimunić       | 18 lutego 1978       | 93    | 3      | Dinamo Zagrzeb         |
| 4  | OB      | Jurica Buljat       | 19 września 1986     | 2     | 0      | Maccabi Hajfa          |
| 5  | OB      | Vedran Ćorluka      | 5 lutego 1986        | 54    | 3      | Bayer 04 Leverkusen    |
| 6  | PM      | Danijel Pranjić     | 2 grudnia 1981       | 42    | 0      | Bayern Monachium       |
| 7  | PM      | Ivan Rakitić        | 10 marca 1988        | 39    | 8      | Sevilla FC             |
| 8  | PM      | Ognjen Vukojević    | 20 grudnia 1983      | 38    | 4      | Dynamo Kijów           |
| 9  | NP      | Nikica Jelavić      | 27 sierpnia 1985     | 18    | 2      | Everton F.C.           |
| 10 | PM      | Luka Modrić         | 9 września 1985      | 54    | 8      | Tottenham Hotspur F.C. |
| 11 | PM      | Darijo Srna (k)     | 1 maja 1982          | 90    | 19     | Szachtar Donieck       |
| 12 | BR      | Ivan Kelava         | 20 lutego 1988       | 0     | 0      | Dinamo Zagrzeb         |
| 13 | OB      | Gordon Schildenfeld | 18 marca 1985        | 10    | 0      | Eintracht Frankfurt    |
| 14 | PM      | Milan Badelj        | 25 lutego 1989       | 3     | 1      | Dinamo Zagrzeb         |
| 15 | OB      | Šime Vrsaljko       | 10 stycznia 1992     | 4     | 1      | Dinamo Zagrzeb         |
| 16 | PM      | Tomislav Dujmović   | 26 lutego 1981       | 16    | 0      | Real Saragossa         |
| 17 | PM      | Mario Mandžukić     | 21 maja 1986         | 27    | 5      | VfL Wolfsburg          |
| 18 | NP      | Nikola Kalinić      | 5 stycznia 1988      | 13    | 5      | Dnipro Dniepropetrowsk |
| 19 | PM      | Niko Kranjčar       | 13 sierpnia 1987     | 69    | 14     | Tottenham Hotspur F.C. |
| 20 | PM      | Ivan Perišić        | 2 lutego 1989        | 8     | 0      | Borussia Dortmund      |
| 21 | OB      | Domagoj Vida        | 29 kwietnia 1989     | 8     | 0      | Dinamo Zagrzeb         |
| 22 | NP      | Eduardo da Silva    | 25 lutego 1983       | 45    | 22     | Szachtar Donieck       |
| 23 | BR      | Danijel Subašić     | 27 października 1984 | 4     | 0      | AS Monaco              |

## Grupa D

### Ukraina
Trener:  Ołeh Błochin (ur. 5 listopada 1952)
| Nr | Pozycja | Zawodnik              | Data urodzenia       | Mecze | Bramki | Klub                   |
| -- | ------- | --------------------- | -------------------- | ----- | ------ | ---------------------- |
| 1  | BR      | Maksym Kowal          | 9 grudnia 1992       | 0     | 0      | Dynamo Kijów           |
| 2  | OB      | Jewhen Selin          | 9 maja 1988          | 5     | 1      | Worskła Połtawa        |
| 3  | OB      | Jewhen Chaczeridi     | 28 lipca 1987        | 8     | 0      | Dynamo Kijów           |
| 4  | PM      | Anatolij Tymoszczuk   | 30 marca 1979        | 114   | 4      | Bayern Monachium       |
| 5  | OB      | Ołeksandr Kuczer      | 22 października 1982 | 28    | 1      | Szachtar Donieck       |
| 6  | PM      | Denys Harmasz         | 19 kwietnia 1990     | 4     | 0      | Dynamo Kijów           |
| 7  | NP      | Andrij Szewczenko (k) | 29 września 1976     | 105   | 46     | Dynamo Kijów           |
| 8  | PM      | Ołeksandr Alijew      | 3 lutego 1985        | 25    | 6      | Dynamo Kijów           |
| 9  | PM      | Ołeh Husiew           | 25 kwietnia 1983     | 69    | 9      | Dynamo Kijów           |
| 10 | NP      | Andrij Woronin        | 21 lipca 1979        | 71    | 8      | Dinamo Moskwa          |
| 11 | NP      | Andrij Jarmołenko     | 23 października 1989 | 19    | 8      | Desna Czernihów        |
| 12 | BR      | Andrij Piatow         | 28 czerwca 1984      | 25    | 0      | Szachtar Donieck       |
| 13 | OB      | Wjaczesław Szewczuk   | 13 maja 1979         | 20    | 0      | Szachtar Donieck       |
| 14 | PM      | Rusłan Rotań          | 29 października 1981 | 56    | 6      | Dnipro Dniepropetrowsk |
| 15 | NP      | Artem Miłewski        | 12 stycznia 1985     | 43    | 7      | Dynamo Kijów           |
| 16 | NP      | Jewhen Sełezniow      | 20 lipca 1986        | 27    | 5      | Szachtar Donieck       |
| 17 | OB      | Taras Mychałyk        | 28 października 1983 | 25    | 0      | Dynamo Kijów           |
| 18 | PM      | Serhij Nazarenko      | 16 lutego 1980       | 47    | 12     | Tawrija Symferopol     |
| 19 | PM      | Jewhen Konoplanka     | 29 września 1989     | 16    | 5      | Dnipro Dniepropetrowsk |
| 20 | OB      | Jarosław Rakicki      | 3 sierpnia 1989      | 14    | 3      | Szachtar Donieck       |
| 21 | OB      | Bohdan Butko          | 13 stycznia 1991     | 7     | 0      | Illicziweć Mariupol    |
| 22 | NP      | Marko Dević           | 27 października 1983 | 18    | 2      | Metalist Charków       |
| 23 | BR      | Ołeksandr Horiainow   | 29 czerwca 1975      | 1     | 0      | Metalist Charków       |

### Szwecja
Trener:  Erik Hamrén (ur. 27 czerwca 1957)
| Nr | Pozycja | Zawodnik               | Data urodzenia      | Mecze | Bramki | Klub                      |
| -- | ------- | ---------------------- | ------------------- | ----- | ------ | ------------------------- |
| 1  | BR      | Andreas Isaksson       | 3 października 1981 | 91    | 0      | PSV Eindhoven             |
| 2  | OB      | Mikael Lustig          | 13 grudnia 1986     | 23    | 1      | Rosenborg BK              |
| 3  | OB      | Olof Mellberg          | 3 września 1977     | 112   | 7      | Olympiakos SFP            |
| 4  | OB      | Andreas Granqvist      | 16 kwietnia 1985    | 16    | 2      | Genoa CFC                 |
| 5  | OB      | Martin Olsson          | 17 maja 1988        | 8     | 4      | Blackburn Rovers F.C.     |
| 6  | PM      | Rasmus Elm             | 17 marca 1988       | 22    | 1      | AZ Alkmaar                |
| 7  | PM      | Sebastian Larsson      | 6 czerwca 1985      | 39    | 5      | Sunderland A.F.C.         |
| 8  | PM      | Anders Svensson        | 17 lipca 1976       | 126   | 18     | IF Elfsborg               |
| 9  | PM      | Kim Källström          | 24 sierpnia 1982    | 90    | 16     | Olympique Lyon            |
| 10 | NP      | Zlatan Ibrahimović (k) | 3 października 1981 | 75    | 29     | A.C. Milan                |
| 11 | NP      | Johan Elmander         | 27 maja 1981        | 63    | 16     | Galatasaray SK            |
| 12 | BR      | Johan Wiland           | 24 stycznia 1981    | 7     | 0      | FC København              |
| 13 | OB      | Jonas Olsson           | 10 marca 1983       | 6     | 0      | West Bromwich Albion F.C. |
| 14 | NP      | Tobias Hysén           | 9 marca 1982        | 21    | 7      | IFK Göteborg              |
| 15 | OB      | Mikael Antonsson       | 31 maja 1981        | 4     | 0      | Bologna FC                |
| 16 | PM      | Pontus Wernbloom       | 25 czerwca 1986     | 21    | 2      | CSKA Moskwa               |
| 17 | OB      | Behrang Safari         | 9 lutego 1985       | 23    | 0      | RSC Anderlecht            |
| 18 | PM      | Samuel Holmén          | 20 czerwca 1984     | 25    | 2      | İstanbul BB               |
| 19 | NP      | Emir Bajrami           | 7 marca 1988        | 15    | 2      | FC Twente                 |
| 20 | NP      | Ola Toivonen           | 3 lipca 1986        | 22    | 4      | PSV Eindhoven             |
| 21 | PM      | Christian Wilhelmsson  | 8 grudnia 1979      | 72    | 8      | Al Ahli Ad-Dauha          |
| 22 | NP      | Markus Rosenberg       | 27 września 1982    | 30    | 6      | Werder Brema              |
| 23 | BR      | Pär Hansson            | 22 czerwca 1986     | 2     | 0      | Helsingborgs IF           |

### Anglia
Trener:  Roy Hodgson (ur. 9 sierpnia 1947)
Uwagi: Jedyna reprezentacja uczestnicząca na Mistrzostwach Europy w Piłce Nożnej 2012, w której wszyscy powołani zawodnicy grają w lidze krajowej.
| Nr | Pozycja | Zawodnik                | Data urodzenia       | Mecze | Bramki | Klub                   |
| -- | ------- | ----------------------- | -------------------- | ----- | ------ | ---------------------- |
| 1  | BR      | Joe Hart                | 19 kwietnia 1987     | 17    | 0      | Manchester City F.C.   |
| 2  | OB      | Glen Johnson            | 23 sierpnia 1984     | 35    | 1      | Liverpool F.C.         |
| 3  | OB      | Ashley Cole             | 20 grudnia 1980      | 93    | 0      | Chelsea F.C.           |
| 4  | PM      | Steven Gerrard (k)      | 30 maja 1980         | 90    | 19     | Liverpool F.C.         |
| 5  | OB      | Martin Kelly            | 27 kwietnia 1990     | 1     | 0      | Liverpool F.C.         |
| 6  | OB      | John Terry              | 7 grudnia 1980       | 72    | 6      | Chelsea F.C.           |
| 7  | PM      | Theo Walcott            | 16 marca 1989        | 22    | 3      | Arsenal F.C.           |
| 8  | PM      | Jordan Henderson        | 17 czerwca 1990      | 2     | 0      | Liverpool F.C.         |
| 9  | NP      | Andy Carroll            | 6 stycznia 1989      | 4     | 1      | Liverpool F.C.         |
| 10 | NP      | Wayne Rooney            | 24 października 1985 | 73    | 28     | Manchester United F.C. |
| 11 | PM      | Ashley Young            | 9 lipca 1985         | 19    | 5      | Manchester United F.C. |
| 12 | OB      | Leighton Baines         | 11 grudnia 1984      | 7     | 0      | Everton F.C.           |
| 13 | BR      | Robert Green            | 18 stycznia 1980     | 12    | 0      | West Ham United F.C.   |
| 14 | OB      | Phil Jones              | 21 lutego 1992       | 4     | 0      | Manchester United F.C. |
| 15 | OB      | Joleon Lescott          | 16 sierpnia 1982     | 14    | 0      | Manchester City F.C.   |
| 16 | PM      | James Milner            | 4 stycznia 1986      | 24    | 0      | Manchester City F.C.   |
| 17 | PM      | Scott Parker            | 13 października 1980 | 11    | 0      | Tottenham Hotspur F.C. |
| 18 | OB      | Phil Jagielka           | 17 sierpnia 1982     | 11    | 0      | Everton F.C.           |
| 19 | PM      | Stewart Downing         | 22 lipca 1984        | 33    | 0      | Liverpool F.C.         |
| 20 | PM      | Alex Oxlade-Chamberlain | 15 sierpnia 1993     | 1     | 0      | Arsenal F.C.           |
| 21 | NP      | Jermain Defoe           | 7 października 1982  | 46    | 15     | Tottenham Hotspur F.C. |
| 22 | NP      | Danny Welbeck           | 26 listopada 1990    | 4     | 0      | Manchester United F.C. |
| 23 | BR      | Jack Butland            | 24 października 1986 | 0     | 0      | Cheltenham Town F.C.   |

### Francja
Trener:  Laurent Blanc (ur. 19 listopada 1965)
| Nr | Pozycja | Zawodnik           | Data urodzenia    | Mecze | Bramki | Klub                     |
| -- | ------- | ------------------ | ----------------- | ----- | ------ | ------------------------ |
| 1  | BR      | Hugo Lloris (k)    | 26 grudnia 1986   | 31    | 0      | Olympique Lyon           |
| 2  | OB      | Mathieu Debuchy    | 15 lipca 1986     | 4     | 1      | Lille OSC                |
| 3  | OB      | Patrice Evra       | 15 maja 1981      | 40    | 0      | Manchester United F.C.   |
| 4  | OB      | Adil Rami          | 27 grudnia 1985   | 18    | 1      | Valencia C.F.            |
| 5  | OB      | Philippe Mexès     | 30 marca 1982     | 24    | 1      | A.C. Milan               |
| 6  | PM      | Yohan Cabaye       | 14 stycznia 1986  | 11    | 0      | Newcastle United F.C.    |
| 7  | PM      | Franck Ribéry      | 7 kwietnia 1983   | 58    | 8      | Bayern Monachium         |
| 8  | PM      | Mathieu Valbuena   | 28 września 1984  | 11    | 2      | Olympique Marsylia       |
| 9  | NP      | Olivier Giroud     | 30 września 1986  | 4     | 1      | Montpellier HSC          |
| 10 | NP      | Karim Benzema      | 19 grudnia 1987   | 43    | 13     | Real Madryt              |
| 11 | PM      | Samir Nasri        | 26 czerwca 1987   | 29    | 3      | Manchester City F.C.     |
| 12 | PM      | Blaise Matuidi     | 9 kwietnia 1987   | 4     | 0      | Paris Saint-Germain F.C. |
| 13 | OB      | Anthony Réveillère | 10 listopada 1979 | 16    | 1      | Olympique Lyon           |
| 14 | NP      | Jérémy Ménez       | 7 maja 1987       | 11    | 0      | Paris Saint-Germain F.C. |
| 15 | PM      | Florent Malouda    | 13 czerwca 1980   | 75    | 8      | Chelsea F.C.             |
| 16 | BR      | Steve Mandanda     | 28 marca 1985     | 15    | 0      | Olympique Marsylia       |
| 17 | PM      | Yann M’Vila        | 29 czerwca 1990   | 18    | 1      | Stade Rennais            |
| 18 | PM      | Alou Diarra        | 15 lipca 1981     | 39    | 0      | Olympique Marsylia       |
| 19 | PM      | Marvin Martin      | 10 stycznia 1988  | 10    | 2      | FC Sochaux-Montbéliard   |
| 20 | PM      | Hatem Ben Arfa     | 7 marca 1987      | 9     | 2      | Newcastle United F.C.    |
| 21 | OB      | Laurent Koscielny  | 10 września 1985  | 1     | 0      | Arsenal F.C.             |
| 22 | OB      | Gaël Clichy        | 26 lipca 1985     | 11    | 0      | Manchester City F.C.     |
| 23 | BR      | Cédric Carrasso    | 30 grudnia 1981   | 1     | 0      | Girondins Bordeaux       |